# Mordellistena parvula
Mordellistena parvula är en skalbaggsart som först beskrevs av Leonard Gyllenhaal 1827.  Mordellistena parvula ingår i släktet Mordellistena, och familjen tornbaggar. Arten är reproducerande i Sverige.